# Ready Set Rock
Ready Set Rock es el EP debut de la banda R5. Fue lanzado el 9 de marzo de 2010 por una discográfica independiente y grabado en 2009..

## Escritura y producción
El EP auto-editado consiste en canciones escritas principalmente por Riker Lynch, Rocky Lynch, Rydel Lynch, el entrenador de la banda E-Vega, y el entrenador vocal/compositor, Mauli B. El EP fue producido por E-Vega.

## Lista de canciones
| N.º | Título                    | Duración |  |
| 1.  | «Ready Set Rock»          | 2:45     |  |
| 2.  | «Can't Get Enough of You» | 3:16     |  |
| 3.  | «Without You»             | 2:33     |  |
| 4.  | «Never»                   | 3:03     |  |
| 5.  | «Look At Us Now»          | 3:55     |  |